# 清水唯一朗
清水唯一朗（1974年—）是一名日本政治學家，目前擔任慶應義塾大學綜合政策學部教授。

## 簡歷
出身於長野縣。1999年畢業於慶應義塾大學法學部政治學科，2001年於同學院取得法学研究科政治学修士、2003年修畢博士課程。2005年正式從慶大取得法學博士。大學院年代師從玉井清、笠原英彦等老師，也有受教於當年的東京大学教授御廚貴。
2003年擔任東京大学先端科學技術研究中心特任助手，2007年慶大綜合政策學部講師、2010年准教授、2017年教授。2014年哈佛大學客員研究員、2015年國立政治大學客座副教授。

## 著書

### 單著
- 『政党と官僚の近代』（藤原書店, 2007年）
- 『近代日本の官僚』（中央公論新社, 2013年）

### 共編著
- （山本龍彦, 出口雄一）『憲法判例からみる日本』（日本評論社, 2016年）

## 外部連結
- 慶應義塾大学SFC 清水唯一朗研究室 （页面存档备份，存于）